# Enrichment Technology
Enrichment Technology Company (ETC) ist ein High-Tech-Unternehmen, das Gaszentrifugen für die Urananreicherung entwickelt, herstellt und installiert, die in Anlagen eingesetzt werden, in denen Uran für Kernreaktoren angereichert wird.
Darüber hinaus plant Enrichment Technology komplette Urananreicherungsanlagen auf der Basis der Gaszentrifugentechnologie, des zur Zeit effizientesten Urananreicherungsverfahrens. Enrichment Technology unterhält vier Standorte in England, den Niederlanden, Deutschland und Frankreich.

## Geschichte
Enrichment Technology wurde 2003 im Rahmen einer organisatorischen Neuordnung der Urenco-Gruppe gegründet und ist in Großbritannien registriert. 2006 wurde die Geschäftsstruktur geändert; die Gesellschaft wurde in ein Gemeinschaftsunternehmen von Areva (heute Orano) und Urenco umgewandelt und arbeitet seitdem als eigenständiges Unternehmen.

## Unternehmensstruktur
Enrichment Technology ist ein Gemeinschaftsunternehmen von Urenco und Orano. Sie halten Geschäftsanteile von je 50 Prozent. Die moderne Gaszentrifugentechnologie wird ausschließlich an Urenco und Orano beziehungsweise deren Tochterunternehmen geliefert.
Enrichment Technology gliedert sich in die Geschäftsbereiche:
- Forschung und Entwicklung der Gaszentrifugentechnologie
- Herstellung von Zentrifugen und Kaskadenverrohrungen
- Planung von Anreicherungsanlagen, Management von Anlagenbauprojekten

Die operative Hauptgeschäftsstelle des Unternehmens befindet sich in Almelo in den Niederlanden.
Zurzeit betreibt Enrichment Technology Tochtergesellschaften in fünf Ländern:
- In den Niederlanden: operative Hauptgeschäftsstelle und größter Produktionsstandort
- In Großbritannien: Zentrum für Anlagenkonstruktion und Projektmanagement
- In Deutschland: Produktionsstandort und Zentrum für Forschung und Entwicklung
- In Frankreich: Projektfertigungsstandort
- In den USA: Projektfertigungsstandort